# سيلفيا ماثيوز بورويل
سيلفيا ماري ماثيوز بورويل (بالإنجليزية: Sylvia Burwell) (ولدت في 23 يونيو 1965) هي موظفة حكومية أمريكية ومديرة تنفيذية، وهي الرئيسة الخامسة عشرة للجامعة الأمريكية منذ عام 2017. وهي أول امرأة تعمل كرئيس جامعة. وعملت سابقا في منصب وزير الصحة والخدمات الإنسانية في الولايات المتحدة. رشحها الرئيس باراك أوباما في 11 أبريل 2014. تم تصديق ترشيح بورويل من قبل مجلس الشيوخ في 5 يونيو 2014، بتصويت 78-17. شغلت المنصب حتى نهاية إدارة أوباما. وكانت في السابق مديرة مكتب الإدارة والميزانية في البيت الأبيض في الفترة من 2013 إلى 2014.
بورويل هي من مواطني ولاية فرجينيا الغربية، وعملت أول مرة في حكومة الولايات المتحدة في واشنطن العاصمة خلال رئاسة بيل كلينتون. وساعدت في تشكيل المجلس الاقتصادي الوطني في عام 1993. ثم شغلت منصب رئيس الأركان لوزير الخزانة روبرت روبين، نائبة لرئيس موظفي البيت الأبيض أرسكين بولز، وأخيرا نائب مدير مكتب الإدارة والميزانية.
وشغل أيضا في السابق منصب رئيس مؤسسة وول مارت في يناير 2012. وقبل ذلك، كانت رئيسة برنامج التنمية العالمية لمؤسسة بيل ومليندا غيتس حيث ركز برنامجها على مكافحة الفقر في العالم من خلال التنمية الزراعية والخدمات المالية للفقراء، وكذلك المكتبات العالمية. وقد شغلت منصب مدير العمليات والمدير التنفيذي للمؤسسة قبل إعادة تنظيمها في عام 2006. وانضمت إلى المؤسسة في عام 2001، بعد انتهاء رئاسة كلينتون.

## التعليم
تعلمت في جامعة أوكسفورد، وجامعة هارفارد.